# Patellapis aberdarica
Patellapis aberdarica är en biart som först beskrevs av Cockerell 1945.  Patellapis aberdarica ingår i släktet Patellapis och familjen vägbin. Inga underarter finns listade i Catalogue of Life.